# Solntsevo (metrostation Moskou)
Solntsevo (Russisch: Солнцево ) is een station aan de Kalininsko-Solntsevskaja-lijn van de Moskouse metro. Het station ligt midden in de zuidwestelijke annexatie van 1984 waar het station en dit deel van de lijn hun naam aan te danken hebben.

## Geschiedenis
In de 17e eeuw lag hier het dorp Soekovo dat onder het gezag van de prinsen van Troebetskoj viel. In 1938 werd de naam veranderd in Solntsevo en begin jaren 70 van de twintigste eeuw kreeg het dorp de status van stad. In 1973 kwam er een voorstel om, de destijds geplande, Kievskaja-radius tot buiten de stadsgrens, destijds gevormd door de MKAD, verder naar het zuidwesten te laten doorlopen. In 1984 werd Solntsevo door Moskou geannexeerd en werd het deel van de westelijke okroeg. In 1985 volgde het idee van randlijnen dat in 1987 werd geconcretiseerd met een uitwerkt plan voor een lijn tussen Vnoekovo en Mytisjtsji via Solntsevo. Na het uiteenvallen van de Sovjet-Unie werden plannen ontwikkeld voor “goedkope” lijnen naar gebieden buiten de MKAD. Deze zogeheten “lichte metro” omvatte ook de Solntsevo-lijn (L2) tussen Joego-Zapadnaja en Novoperedelkino.In 2012 werd de L2 geschrapt ten gunste van het zuidelijke deel van de in 1987 voorgestelde lijn dat als Solntsevskaja-radius nader werd uitgewerkt.

## Chronologie
- September 2013: De eerste steen gelegd voor het depot van de Solntsevskaja.
- Mei 2014: Afsluiting van de Bogdanovstraat ter hoogte van het toekomstige station.
- 11 april 2014: Voltooiing van de, 1,8 kilometer lange, oostelijke tunnelbuis tussen Govorovo en Solntsevo
- 12 april 2017: 85 % van het station is gereed.
- 3 mei 2017: Voltooiing van de westelijke tunnelbuis tussen Govorovo en Solntsevo.
- Juli 2017: Afwerking van het station begint.
- Oktober 2017: De roltrappen naar de verdeelhallen zijn geplaatst, het perron is bekleed met graniet en de wanden zijn voorzien van ophangpunten voor de sierpanelen.
- Maart 2018: De afwerking van de kolommen en de ruwbouw van de bovengrondse toegangsgebouwen is voltooid.
- April 2018: De panelen in de toegangsgebouwen zijn aangebracht.
- 25 april 2018: De afwerking van de muren in het station is vrijwel gereed.
- 16 mei 2018: Toegangsgebouwen zijn klaar voor gebruik.
- 21 juni 2018: Oplevering van de lijn tussen Ramenki en Rasskazovka.
- Augustus 2018: Proefritten naar en van het station.
- 25 augustus 2018: Technische koppeling van het nieuwe baanvak aan het bestaande deel van de Solntsevskaja-radius
- 30 augustus 2018: Opening van het station als 219e van de Moskouse metro

## Galerij

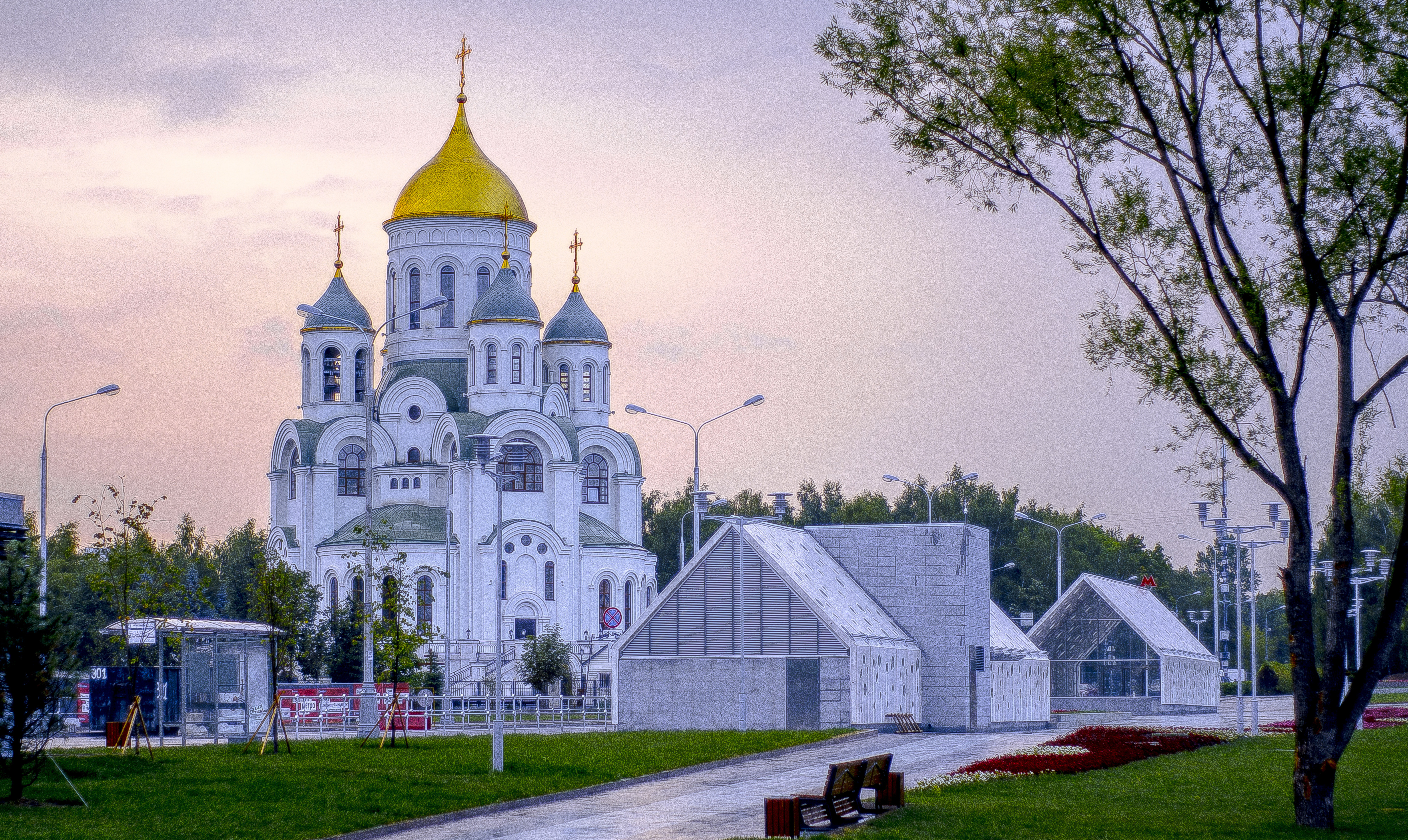
De Sergius van Radonezj kerk en de noordoostelijke toegangen
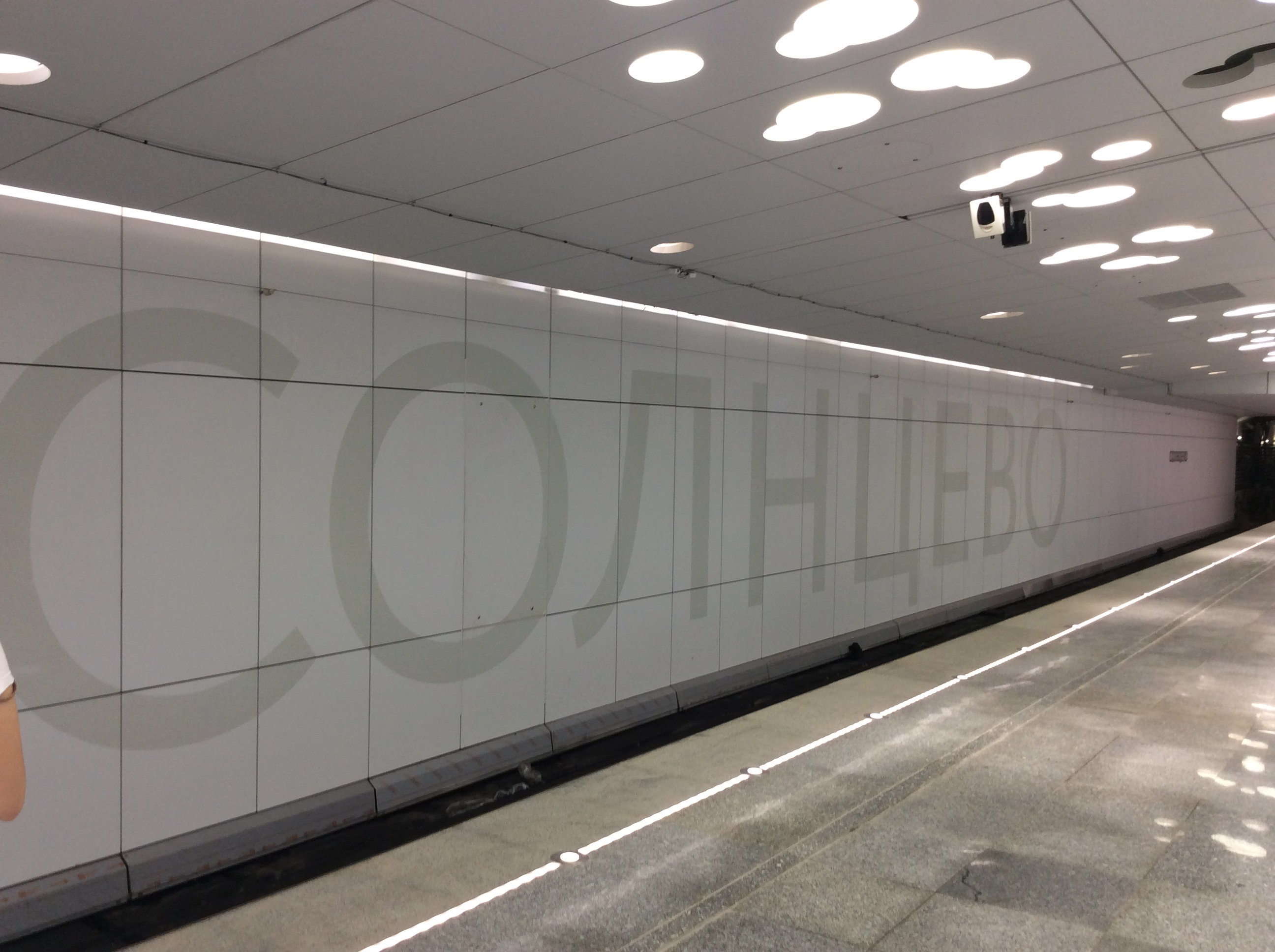
De naam van het station op de tunnelwand
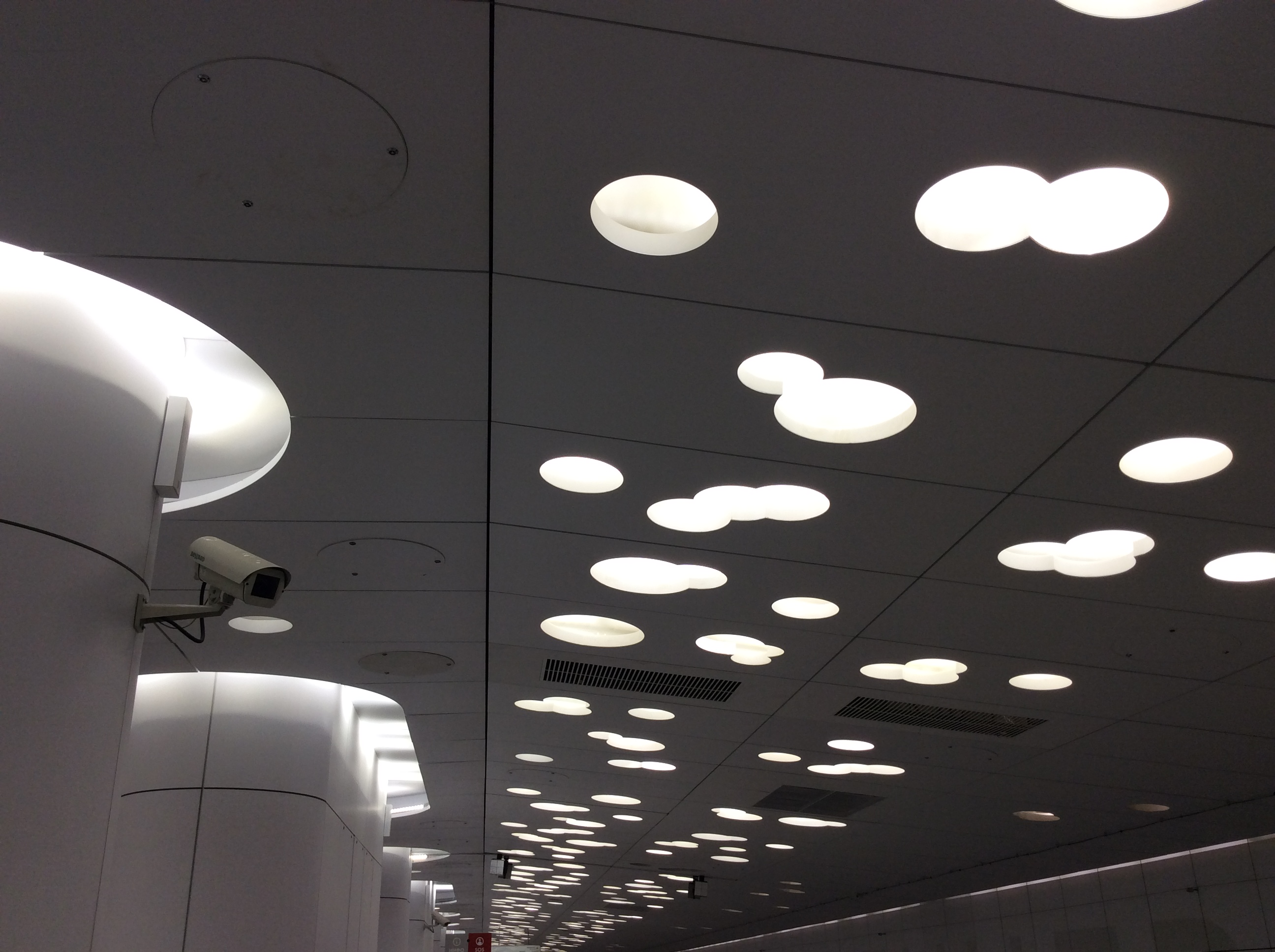
De verlichting in het plafond

## Ligging en inrichting
Het station ligt onder de Bogdanovstraat tussen de Popoetnajastraat en de Sergius van Radonezj kerk, vlak bij de grote vijver van Solntsevo. De twee ondergrondse verdeelhallen hebben trappen naar de toegangsgebouwen en liften voor invaliden. De zuidwestelijke kent uitgangen aan weerszijden van de Bogdanovstraat bij de Popoetnaja Oelitsa, de noordoostelijke heeft twee uitgangen aan de oostkant van de Bogdanovstraat ter hoogte van de kerk. De toegangsgebouwen zijn gebouwd in de vorm van schuren met zadeldak. De daken zijn metalen platen met gaten die zijn afgedicht met acrylglas waardoor het daglicht naar binnen schijnt. Voor de inrichting van de stations Novoperedelkino en Solntsevo werd een internationale prijsvraag uitgeschreven. Het ontwerp van het Russische architectenbureau Nefa kreeg zowel van de professionele jury als bij een stemming op het inspraakportaal “De actieve burger” de meeste stemmen. Het thema van het station is “zonnestralen” wat op verschillende plaatsen tot uiting komt. Boven de perrons zijn felle lampen met wisselende grootte in het plafond aangebracht om de zonnestralen na te bootsen. Boven langs de wanden is een lichtgevende band aangebracht in doorzichtige kunststeen. Reizigers die het perron via de roltrappen verlaten zien door een optische illusie de zonsopgang. Door een hoogte verschil in het terrein is de roltrap naar de zuidwestelijke verdeelhal 5 meter langer dan die aan de andere kant. De toegangsgebouwen hebben licht doorlatende ronde openingen in het dak die via het acrylglas het echte zonlicht binnen laten.

## Verkeer
Het station bedient de 125.000 inwoners van Solntsevo waarvan er 40.000 op loopafstand van het station wonen. In de ochtendspits verwerkt het station 7500 reizigers per uur. Het depot van de Solntsevskaja-lijn ligt bovengronds ten zuiden van het station. De doorgaande sporen lopen ten zuiden van het station via een S-bocht naar Borovskoje Sjosse. In deze S-bocht bevinden zich in beide sporen aftakkingen naar het depot. Vanaf het westelijke spoor was de aftakking op 30 augustus 2018 gereed, deze kruist de doorgaande sporen ongelijkvloers. De aftakking van het oostelijke spoor kwam op 18 oktober 2018 in gebruik.